# Tsuda Umeko
Tsuda Umeko, född 1864, död 1929, var en japansk lärare. Hon betraktas som en pionjär i frågan om utbildning för kvinnor i Japan under Meijieran. 
Hon är känd som en av de första japanska kvinnorna som fick en högre formell utbildning. I november 1871 ingick hon i den grupp på de första fem japanska kvinnliga studenter - Uryū Shigeko, Tsuda Umeko, Ōyama Sutematsu, Ryoko Yoshimasu och Ueda Teiko - som lämnade Japan med den så kallade Iwakuramissionen för att studera vid college i USA. Ueda Teiko, som endast var sex år gammal, återvände till Japan utan att avsluta sin utbildning, men de övriga gjorde sig alla bemärkta som pionjärer i sammanhanget.
Hon återvände 1885 till Japan. Hon var verksam som lärare vid Gakushūin 1884-1889. Åren 1889-1892 studerade hon återigen i USA. Vid sin återkomst till Japan 1892 var hon verksam som lärare vid Gakushūin och Tokyo Women's Normal School, och fick den högsta lönen för en kvinna i Japan. Hon deltog i offentlig debatt för att stödja utbildning för kvinnor. År 1900 var hon medgrundare till Joshi Eigaku Juku (女子英学塾, Women's Institute for English Studies) i Kōjimachi. Hon blev 1905 ordförande för Tokyo YWCA.